# Apache (nieuwswebsite)
Apache is een Belgische progressieve nieuwswebsite  voor onderzoeksjournalistiek georganiseerd in  coöperatie De Werktitel.

## Geschiedenis
In 2009 werden bij het Vlaamse dagblad De Morgen door herstructureringen vanuit eigenaar De Persgroep enkele journalisten aan de deur gezet. Als reactie lanceerden Tom Cochez, Georges Timmerman, Tim F. Van de Mensbrugghe, Jeroen De Preter, Stijn Debrouwere en Bram Souffreau op 14 oktober De Werktitel. Op 24 februari 2010 werd hun weblog omgedoopt tot Apache. Op 14 juli richtten ze een vereniging zonder winstoogmerk op met oog op een subsidie van 20.000 euro om 250 artikels te schrijven rond mediakritiek.

### Coöperatie voor onderzoeksjournalistiek
Op 14 december 2011 werd een coöperatieve vennootschap opgericht om geld op te halen bij lezers en sympathisanten. Sindsdien is Apache eigendom van De Werktitel cvba en wordt het werk van de vaste redactie onderzoeksjournalisten gefinancierd door aandeelhouders en abonnees. Zo wil de website onafhankelijk kunnen opereren van beïnvloeding door sponsors. Het werk van een team vaste onderzoeksjournalisten wordt geregeld aangevuld met gastbijdrages. In 2011 begon Apache relevante artikels digitaal uit te wisselen met de cultuurwebsite rekto:verso, het tijdschrift MO* en het jongerenpersagentschap StampMedia. Sinds 10 januari 2012 zijn de meeste artikels op Apache.be enkel beschikbaar voor betalende lezers, er zijn steeds gratis artikels ter kennismaking.
In februari 2014 werd Karl van den Broeck hoofdredacteur. Samen met operationeel directeur Bram Souffreau wilde hij af van de subsidies voor mediakritiek om uit te groeien tot een onafhankelijke vierde macht naar analogie met de Franse onderzoeksjournalistiek van Mediapart. De structurele partnerschappen werden uitgebreid met Charlie Magazine en het Nederlandse Follow the Money, een platform voor onderzoek naar systemen en organisaties die zich (financieel-economisch) misdragen. In maart 2015 klaagde Apache via Media.21, een koepel voor digitale media, de oneerlijke concurrentie aan van de onvoorwaardelijke staatssteun voor gevestigde geprivatiseerde mediabedrijven. In april 2015 werd de redactie versterkt met Jan Walraven. Apache wisselt artikels uit met het Franstalige Médor waarmee het samenwerkt aan onderzoeksjournalistiek van Belgisch nationaal belang. Een voorbeeld is de onthulling van doelbewuste verspreiding van nepnieuws rond Kazachgate.

### Land Invest Group en N-VA
Een dossier dat de naam van Apache breed vestigde ging over de bouwwoede in Antwerpen, waarin het Antwerpse stadsbestuur erg nauw samenwerkte met bouwpromotoren en daarbij herhaaldelijk aanlegplannen en adviezen op maat van bevriende vastgoedfirma's maakte.
In oktober 2016 werden twee journalisten van Apache gedagvaard door Joeri Dillen, toenmalig kabinetschef van de Antwerpse (N-VA)-burgemeester Bart De Wever en daarvoor in dienst van de Land Invest Group(LIG), wegens laster en eerroof. Aanleiding was de publicatie van een reeks artikelen over omstreden bouwprojecten aan de Antwerpse Tunnelplaats zoals de, volgens de nieuwssite, lucratieve maar onwettelijke goedkeuring van een hoogbouwvergunning of de verdachte verkoop en wederverkoop van de Renault-site op dezelfde dag. Volgens Apache was er sprake van belangenvermenging en vriendjespolitiek. Projectontwikkelaar Land Invest Group diende op dezelfde gronden ook een klacht in en eiste 250.000 euro schadevergoeding bovenop de 100.000 die Dillen vroeg. De nieuwssite beschouwde de dagvaarding als een aanval op de persvrijheid en lanceerde een (onverwacht succesvolle) crowdfunding om de gerechtskosten te kunnen betalen. Op 7 februari 2017 werd in kunstencentrum De Roma in Borgerhout een benefiet georganiseerd. Tijdens deze Nacht van Apache werd Luc Pauwels bekroond met de 'Pen van Apache' als bondgenoot in de strijd voor de persvrijheid. In 2018 verklaarde de rechter de klachten ongegrond - de aanklagers gingen niet in beroep.
Later, in oktober 2018 stelden Apache en Le Vif dat Land Invest minstens 18.000 euro op tafel had gelegd om de gerechtskosten van de voormalige kabinetschef van Bart De Wever te betalen. Uit documenten konden ze opmaken dat er drie betalingen hebben plaatsgevonden door de projectontwikkelaar aan het advocatenkantoor dat Dillen verdedigde. Dit werd bevestigd door Erik Van der Paal aan Apache.
Op 24 mei 2017 kreeg Apache de Arkprijs van het Vrije Woord als ongebonden medium in tegen de commercialisering, de wildgroei en de vervlakking van de gangbare nieuwsgaring. Deze bekroning werd overschaduwd door een misgelopen lening van 150.000 euro bij Trividend. Dit Vlaams Participatiefonds voor de Sociale Economie had Apache zelf benaderd, maar het dossier werd finaal niet aanvaard omdat het 'niet bijdroeg aan tewerkstelling van kansengroepen'. De voorzitter van de raad van bestuur van Trividend, de Gentse economieprofessor Koen Schoors, verwees in de pers naar een kabinetsmedewerker van N-VA minister Liesbeth Homans die als bestuurslid voorstelde om de lening niet toe te kennen, waarna de raad daarmee instemde. Minister Homans, bevoegd voor sociale economie, reageerde in de pers dat onderzoeksjournalistiek niet te rijmen viel met de doelstellingen van Trividend aangezien Apache zich niet toelegt op sociale tewerkstelling.
Eind 2017 dagvaardde Land Invest Group Apache naar aanleiding van De favoriete bouwpromotor van Bart De Wever, een artikel met undercoverbeelden van nagenoeg alle leden van het Antwerpse stadsbestuur die samen met voormalig Open Vld-lid en ex-LIG bestuurder Geert Versnick en een aantal van corruptie verdachte ex-PS’ers zoals Luc Joris, Alain Mathot en Stéphane Moreau op het verjaardagsfeestje van LIG-topman Erik Van der Paal arriveerden. Volgens Apache illustreerde dit treffen favoritisme en belangenvermenging tussen het Antwerpse schepencollege en de bevriende projectontwikkelaar. Volgens LIG zou Apache zich echter schuldig hebben gemaakt aan schending van de privacy en belaging van Erik Van der Paal, door het zogenaamde 'fornuisfilmpje' online te zetten. In februari 2018 werd de klacht van de bouwpromotor door de correctionele rechtbank van Antwerpen ongegrond verklaard.
Eind 2019 bleek dat LIG privédetectives had ingeschakeld om journalisten van Apache te schaduwen. In 2020 diende Van der Paal een klacht met burgerlijke partijstelling in tegen hoofdredacteur Karl van den Broeck en journalist Stef Arends. In weerwil van het openbaar ministerie besliste de Antwerpse raadkamer om toch door te verwijzen naar de correctionele rechtbank van Antwerpen wegens schending van de privacy door het gebruik van verborgen camera’s. Die moest zich ten gronde uitspreken over 'Fornuisgate' omdat een verjaardagsfeest een privézaak is en Erik Van der Paal geen publiek figuur is, maar verklaarde in januari 2021 de klacht van de bouwpromotor ongegrond en volgde hiermee het oordeel van het Openbaar Ministerie en de Commissie voor de bescherming van de persoonlijke levenssfeer. Op 20 januari 2021 werden de hoofdredacteur en de journalist van Apache die het Fornuisfilmpje opgenomen had, vrijgesproken van belaging en inbreuk op de privacy in de zaak Erik Van der Paal tegen Apache. Het arrest van het hof van beroep te Antwerpen van 9 juni 2022 spreekt op een nog meer gemotiveerde wijze de hoofdredacteur en journalist vrij voor aangevoerde misdrijven. Bovendien veroordeelt het hof Van der Paal wegens misbruik van rechtsprocedure: “Het hof erkent dat verwezenen ten gevolge van het in de geschetste omstandigheden instellen van het hoger beroep materiële schade hebben geleden door de belemmering van hun professionele werking, alsook morele schade doordat verwezenen veel langer in onzekerheid verkeerden over de eindbeslissing en doordat hun professioneel functioneren, met inbegrip van hun goede naam, onterecht opnieuw werd aangeklaagd.” Het Hof kent de hoofdredacteur en de gewezen Apache-journalist elk 5.000 euro schadevergoeding toe. Erik Van der Paal moet ook een rechtsplegingsvergoeding betalen van 6.000 euro in plaats van de gebruikelijke 1.680 euro. Begin juli 2022 werd bekend dat Erik Van der Paal cassatieberoep heeft aangetekend tegen het arrest van het Antwerpse hof van beroep.
De Prijs voor de Democratie ging in 2022 naar Apache. Deze jaarlijkse prijs, uitgereikt door Democratie 2000 en vzw Trefpunt op 21 juli, tijdens de Gentse Feesten, bekroont een organisatie of persoon die zich heeft ingezet voor het behoud en de versterking van de democratie.

## Financiële problemen
De financiële situatie van 'De Werktitel cvba' bleef lang precair. In 2017 werd 140.000 euro opgehaald bij coöperanten en ging het operationeel resultaat voor 80.000 euro in het rood. In 2018 droegen de aandeelhouders 50.000 euro bij en bedroeg het tekort 141.000 euro. In 2019 werd 170.000 euro opgehaald en diepte het verlies uit tot 413.000 euro. Hiermee had de vennootschap eind 2019 een overgedragen verlies van meer dan 937.481 euro (516.000 euro eind 2018), meer dan 350.000 euro schulden en een negatief netto vermogen van -254.048 euro. Net als eind 2018 noopt het negatief eigen vermogen (balans-test) conform het nieuwe vennootschapsrecht de alarmbelprocedure op te starten waarbij de Algemene Vergadering zich over de (eventuele) toekomst van de vennootschap moet beraadslagen en minstens een herstelplan moet opstellen. Als onderdeel van de procedure werd begin mei 2020 een Bijzondere Algemene Vergadering georganiseerd die door de geldende COVID-19-maatregelen elektronisch verliep. Het herstelplan voorzag in een vermindering van de kosten waarbij de nieuwswebsite de samenwerking stopzet met twee journalisten en een niet-journalist enerzijds en de lancering van een nieuwe website en een marketingplan om meer abonnees te lokken anderzijds. Het resultaat daarvan kwam er op 17 december: een driemaandelijks magazine waarmee ook het aantal digitale abonnees steeg tot 5700.

## Erkenning
- 2017: Arkprijs van het Vrije Woord
- 2022: Prijs voor de Democratie
- 2023: Het Vliegwiel (Vereniging van Onderzoeksjournalisten)